# Baecacanthus telamon
Baecacanthus telamon là một loài bọ cánh cứng trong họ Cerambycidae.